# Pan-Amerikaanse kampioenschappen judo 2015
De Pan-Amerikaanse kampioenschappen judo 2015 waren de 39ste editie van de Pan-Amerikaanse kampioenschappen judo en werden gehouden in Edmonton, Canada van 24 april tot en met 26 april 2015. 

## Resultaten

### Mannen
| Gewichtsklasse | Goud             | Zilver           | Brons                                 |
| -------------- | ---------------- | ---------------- | ------------------------------------- |
| – 55 kg        | Juan Trujillo    | Cristian Toala   | César Ramos —                         |
| – 60 kg        | Felipe Kitadai   | Eric Takabatake  | Aaron Kunihiro Lenin Preciado         |
| – 66 kg        | Antoine Bouchard | Wander Mateo     | Ángel Hernández Carlos Tondique       |
| – 73 kg        | Alex Pombo       | Magdiel Estrada  | Nick Delpopolo Arthur Margelidon      |
| – 81 kg        | Victor Penalber  | Emmanuel Lucenti | Travis Stevens Antoine Valois-Fortier |
| – 90 kg        | Tiago Camilo     | Asley González   | Rafael Romo Cristian Schmidt          |
| – 100 kg       | José Armenteros  | Luciano Corrêa   | Héctor Campos Kyle Reyes              |
| + 100 kg       | David Moura      | Rafael Silva     | Freddy Figueroa Alex García Mendoza   |

### Vrouwen
| Gewichtsklasse | Goud                  | Zilver           | Brons                                      |
| -------------- | --------------------- | ---------------- | ------------------------------------------ |
| – 44 kg        | Vanesa Godines Alemán | Mónica Heredia   | Erin Butts —                               |
| – 48 kg        | Sarah Menezes         | Paula Pareto     | Diana Cobos Dayaris Mestre                 |
| – 52 kg        | Érika Miranda         | Angelica Delgado | Ecaterina Guica Gretel Romero              |
| – 57 kg        | Marti Malloy          | Rafaela Silva    | Yadinys Amaris Catherine Beauchemin-Pinard |
| – 63 kg        | Maylin del Toro       | Mariana Silva    | Leilani Akiyama Olga Masferrer             |
| – 70 kg        | Kelita Zupancic       | Yuri Alvear      | Onix Cortés Maria Portela                  |
| – 78 kg        | Mayra Aguiar          | Kayla Harrison   | Kaliema Antomarchi Yalennis Castillo       |
| + 78 kg        | Idalys Ortíz          | Rochele Nunes    | Nina Cutro-Kelly Vanessa Zambotti          |

## Medaillespiegel
| Plaats | Land                   | Goud | Zilver | Brons | Totaal |
| 1      | Brazilië               | 8    | 6      | 1     | 15     |
| 2      | Cuba                   | 4    | 2      | 8     | 14     |
| 3      | Canada                 | 2    | 0      | 5     | 7      |
| 4      | Verenigde Staten       | 1    | 2      | 6     | 9      |
| 5      | Colombia               | 1    | 1      | 1     | 3      |
| 6      | Ecuador                | 0    | 2      | 3     | 5      |
| 7      | Argentinië             | 0    | 2      | 2     | 4      |
| 8      | Dominicaanse Republiek | 0    | 1      | 0     | 1      |
| 9      | Mexico                 | 0    | 0      | 3     | 3      |
| 10     | Chili                  | 0    | 0      | 1     | 1      |
| Totaal | Totaal                 | 16   | 16     | 30    | 62     |